# Office national des débouchés agricoles et horticoles
L’Office national des débouchés agricoles et horticoles (ONDAH) était un organisme d'intérêt public chargé de la promotion des produits agricoles et horticoles belges de 1938 à 1994.

## Historique
L'Office national des débouchés agricoles et horticoles a été créé en 1938. À sa création son personnel était d'une vingtaine de personnes et son budget de quelques milliers de francs belges.
À la promotion des produits agricoles et horticoles s'ajoute rapidement le contrôle de la qualité de ceux-ci.
L'ONDAH stimule l'exportation des produits belges ; il est présent à chaque foire alimentaire et professionnelle organisée à l'étranger.
En 1983, il crée des fonds de promotion auxquels cotise le secteur professionnel.
En 1987, l'office est le premier service public belge à se soumettre à un audit indépendant qui entraine un changement de politique : la « promotion n'est plus axée sur l'offre mais sur les besoins et désirs du consommateur ».
En 1993, 350 personnes y travaillent ; le budget est de 578 millions de francs belges.
L'ONDAH a été dissous le 30 novembre 1994 dans la foulée de la régionalisation, la Belgique devenant un état fédéral en 1993.
Pour le remplacer, la Région wallonne crée l'Office régional de promotion de l'agriculture et de l'horticulture (ORPAH) ; cet organisme va lui-même être remplacé en 2003 par l'Agence wallonne pour la promotion d'une agriculture de qualité », en abrégé « APAQ-W »,.